# Puisseguin
Puisseguin is een gemeente in het Franse departement Gironde (regio Nouvelle-Aquitaine) en telt 914 inwoners (2004). De plaats maakt deel uit van het arrondissement Libourne.

## Geschiedenis

### Verkeersongeval 2015
Op 23 oktober 2015 vond er een zeer zwaar verkeersongeval plaats net buiten het dorpje, het zwaarste in Frankrijk in meer dan dertig jaar. Een autobus met gepensioneerden uit de buurt reed in op een vrachtwagen en beide voertuigen vatten vuur. 41 inzittenden van de bus, evenals de vrachtwagenchauffeur en zijn driejarig zoontje kwamen om het leven.

## Geografie
De oppervlakte van Puisseguin bedraagt 17,3 km², de bevolkingsdichtheid is 52,8 inwoners per km².
De onderstaande kaart toont de ligging van Puisseguin met de belangrijkste infrastructuur en aangrenzende gemeenten.

## Demografie
Onderstaande figuur toont het verloop van het inwonertal (bron: INSEE-tellingen).